# Grønhólmur
Grønhólmur är en ö i Färöarna (Kungariket Danmark).   Den ligger i sýslan Streymoyar sýsla, i den norra delen av landet, 24 km nordväst om huvudstaden Tórshavn.